# Parlamentsvalget i Portugal 1879
Parlamentsvalget i Portugal 1879 blev afholdt i Portugal den 19. oktober 1879. Resultatet var en landsdækkende sejre for Partido Progressista, der vandt 106 mandater.

## Resultater
| Parti                           | Stemmer | %    | Mandater | +/– |
| ------------------------------- | ------- | ---- | -------- | --- |
| Partido Progressista            |         |      | 106      | +84 |
| Partido Regenerador             |         |      | 21       | –76 |
| Constituent Party               |         |      | 6        | –8  |
| Partido Republicano Português   |         |      | 1        | 0   |
| Andre partier og uafhængige     |         |      | 3        | 0   |
| Ugyldige/blanke stemmer         |         | –    | –        | –   |
| Total                           | 539,915 | 100  | 137      | 0   |
| Registrerede vælgere/deltagelse | 831,764 | 64.9 | –        | –   |
| Kilde: Nohlen & Stöver          |         |      |          |     |

Resultatet er inkluderet med mandater fra de oversøiske territorier.